# Paul Éluard
Paul Éluard (pseudonym för Eugène Émile Paul Grindel), född 14 december 1895 i Saint-Denis, död 18 november 1952 i Charenton-le-Pont, var en fransk poet, verksam inom dadaism och surrealism. 

## Liv och verk
Efter att ha varit svårt sjuk i tuberkulos och ofta vistats på sanatorier började Éluard skriva poesi och debuterade 1917 med Le Devoir et l’Inquiétude (’Plikten och oron’). Vid första världskrigets slut anslöt han sig till dadaismen och följde André Breton in i surrealismen. Tillsammans med Breton gav Éluard ut programskriften L’immaculée conception (’Den obefläckade avlelsen’, 1930). Han intog dock en självständig hållning till surrealismen, hur mycket han än inspirerades av dess idé om det omedvetnas och drömmens roll i den skapande fantasin.
I Éluards tidigare lyrik är kärleken huvudtemat – centralgestalt är den ryskfödda hustrun, kallad Gala – men för den senare Éluard, som var motståndsman under andra världskriget, medlem i Franska kommunistpartiet och en tid satt i koncentrationsläger, blev politiken, friheten och humaniteten den stora angelägenheten. Att dikta var för Éluard att nå erfarenhet och närhet till tingen, det för människan primära. Som så många moderna diktare misstror Éluard språket – ”det mördande språket”. Kontakten med tingen nås i en ”substance des regardes”, en blicksubstans. Éluards lyrik förbinder olikartade ting i en alogisk struktur och liknar ingen annan poets. Han framstår nu som en av det franska 1900-talets främsta lyriker.
Éluards samlade verk utkom 1968 (utgivna av Lucien Scheler & Marcelle Dumas); på svenska finns ett urval, Smärtans huvudstad (1975).

## Eftermäle
Asteroiden 15752 Eluard är uppkallad efter honom.

## Verkförteckning (urval)
- Les animaux et leurs hommes: Les Hommes et leus animaux (Paris: Au Sans Pareil, 1920) Online (International Dada Archive)
- Les nécessités de la vie et les conséquences des rêves; Précédé d'Exemples. (Paris: Au Sans Pareil, 1921) Online (International Dada Archive)
- Capitale de la douleur (1926)
  - Smärtans huvudstad; urval och svensk tolkning av Pierre Zekeli (Serie: Tuppen på berget, Coeckelberghs, 1975) ISBN 91-7250-049-2
- L'immaculée conception (1930), collaboration avec André Breton
  - Den obefläckade avlelsen, i samarbete med André Breton; svensk tolkning av Jan Berg (Serie: Tuppen på berget, Coeckelberghs, 1977) ISBN 91-7250-502-8
- Elefanter är smittsamma: 152 ordspråk i dagens smak, i samarbete med Benjamin Péret; översättning och inledning: Jonas Ellerström (Sällskapet Bokvännerna (1997) ISBN 91-7022-103-0
- Jean Paulhan och Paul Éluard: Correspondance 1919-1944, (édit. Claire Paulhan, Paris, 2003)

### Mindre bidrag i antologier, tidskrifter och dagstidningar[4]
- "En för alla" och "Den sovande kan han vila" (översättning Gunnar Ekelöf). I antologin Frank surrealism (Spektrum, 1933), s. 55-59
- "[Dikter]" (översättning Gunnar Ekelöf). I antologin Hundra år modern fransk dikt från Baudelaire till surrealismen (Bonnier, 1934), s. 88-92
- "[Dikter]" (översättning Erik Lindegren och Ilmar Laaban). I antologin 19 moderna franska poeter (Bonnier, 1948), s. 35-80
- "[Dikter]" (översättning Henry G. Gröndahl). I antologin Hjärtat och mörkret (Wahlström & Widstrand, 1948), s. 66-79
- "Sömnens moral" (översättning Eva Marstrander). I tidskriften Poesi, 1948: nr 4, s. 22-25
- "[Dikter]" (översättning Erik Blomberg). I antologin Franska prosadikter (Bonnier, 1950), s. 133-135
- Två dikter ur Un longue réflexion amoreuse (översättning Eugen Wretholm). I tidskriften Ord och bild, årg. 62 (1953), s. 214-216
- "De fria händerna" översättning Ingemar Gustafson). I dagstidningen Arbetet, 30 maj 1954
- "Den älskande" (översättning Ingemar Gustafson). I dagstidningen Sydsvenska dagbladet snällposten, 10 april 1955
- "Ensam" (översättning Ingemar Gustafson). I Sydsvenska dagbladet snällposten, 18 aug 1956
- "Den fjärde synliga dikten" (översättning Ingemar Gustafson). I Arbetet, 17 nov 1956
- "Ur Förbjudet att veta" ((översättning Ingemar Gustafson). I Sydsvenska dagbladet snällposten, 2 juli 1958
- "Ord" (översättning Lars Bjurman). I Sydsvenska dagbladet snällposten, 18 maj 1958
- "En dröm där allt är uppfunnet" (översättning Ingemar Gustafson). I dagstidningen Göteborgs handels- och sjöfartstidning, 19 juni 1959
- "[Dikter]" (översättning Erwin Leiser). I antologin Nattstycken (FIB:s lyrikklubb, 1960), s. 58, 60-62, 64, 66, 68, 70, 72, 74, 76
- "Och ett leende" (översättning Kjell Johansson). I Arbetet, 24 april 1960
- "Jag är inte ensam" (översättning Kjell A. Johansson). I Sydsvenska dagbladet snällposten, 31 dec 1961
- "I Spanien" (översättning Lasse Söderberg). I tidskriften Vi, 1963: nr 33, s. 4
- "[Dikter]" (översättning Erik Blomberg). I antologin Hundra franska dikter från nio århundraden (Norstedt, 1964), s. 202-206
- "Till Marc Chagall" (översättning Lasse Söderberg). I tidskriften Konstperspektiv, 1964: nr 2, s. 4
- "[Dikter]" (översättning Artur Lundkvist och Åsa Scherdin-Lambert). I antologin Vithåriga revolvrar (FIB:s lyrikklubb, 1966), s. 43-69
- "Hon reser sig"(översättning Erwin Leiser). I antologin Skymningslek (FIB:s lyrikklubb, 1966), s. 60
- "Poetens arbete" (översättning Lasse Söderberg). I tidskriften Bokvännen, 1967: nr 2, s. 39
- "Att levande åskådliggöra" (översättning Östen Sjöstrand). I antologin Fransk lyrik (Bonnier, 1969), s. 66-67
- "Försök att simulera paralysie générale" (tillsammans med André Breton, översättning Artur Lundkvist). I katalogen till utställningen Surrealism? (Riksutställningar, 1970), s. 20, 22-23 [Först tryckt i tidskriften Karavan, nr 3 (1935)]
- "Den poetiska påtagligheten (1937)" (översättning Lasse Söderberg). I Lyrikvännen, 1973: nr 4, s. 50-52
- "Till Pablo Picasso" (översättning Lasse Söderberg). I tidskriften Scen och salong, 1973: nr 5, s. 16-17
- "[Dikter]" (översättning Lasse Söderberg). I antologin Fransk poesi 1910-1970 (FIB:s lyriklubb, 1974), s. 116-123
- "Den levande askan" (översättning Ingemar Leckius). I antologin "Illustration: Bertil Lundberg (Cavefors, 1974), opag.
- "Var är du ser du mig hör du mig" (översättning Lasse Söderberg). I Lyrikvännen, 1978: nr 1, s. 27-28
- "Vid fönstret" (översättning Lasse Söderberg). I Lyrikvännen, 1983: nr 5, s. 268
- "[Dikter]" (översättning Marianne Tufvesson). I antologin Märkliga jämviktslägen (Bakhåll, 1987), s. 26-39
- "Knappt en del av en andedräkt" (översättning Ilmar Laaban). I: Laaban, Ilmar: Skrifter. 1, Poesi (Kalejdoskop, 1988), s. 38

## Tidskrift
- Proverbe (6 nr) (Paris, 1920-1921) Online (International Dada Archive)